# Kromdraai
Kromdraai este un oraș din provincia Gauteng, Africa de Sud.